# بيت ديلي
بيت ديلي (بالإنجليزية: Pete Daily)‏ هو عازف جاز أمريكي، ولد في 5 مايو 1911، وتوفي في 23 أغسطس 1986 في لوس أنجلوس في الولايات المتحدة.

## وصلات خارجية
- بيت ديلي على موقع IMDb (الإنجليزية)
- بيت ديلي على موقع ميوزك برينز (الإنجليزية)
- بيت ديلي على موقع ديسكوغز (الإنجليزية)